# Тотіґі (Тотіґі)
36°22′53″ пн. ш. 139°43′49″ сх. д. / 36.38139° пн. ш. 139.73028° сх. д.
Тоті́ґі (яп. 栃木市, とちぎし, МФА: [tot͡ɕigʲi ɕi̥]) — місто в Японії, в префектурі Тотіґі.

## Короткі відомості
Розташоване в південній частині префектури. Виникло на основі стародавнього адміністративного центру провінції Сімоцуке. В середньовічні перетворилося на постояле містечком на Ніккоському шляху та торговельне поселення. Протягом 1871 — 1884 років було адміністративним центром префектури. Основою економіки є харчова і машинобудівна промисловості. Традиційне ремесло — виробництво черепиці та взуття. Станом на 1 січня 2009 площа міста становила 81 106 км². Станом на 1 січня 2009 населення міста становило 81 106 осіб.